# Nordheim (Adelsgeschlecht)
Nordheim ist der Name eines fränkischen Rittergeschlechts. Die Familie benannte sich wohl nach dem Ort Nordheim am Main im heutigen Landkreis Kitzingen und ist im 13. Jahrhundert mit mehreren Vertretern nachgewiesen. 

## Geschichte
Erstmals erwähnt wurde die Familie in einer Urkunde, die der Würzburger Elekt Heinrich von Heßberg um 1203 für das Kloster Ebrach ausstellte. In der Urkunde tauchte Ludwig von Nordheim als Ministerialer der Würzburger Bischöfe auf. Obwohl er in der Zeugenreihe unmittelbar nach Konrad von Heßberg, dem Bruder des Elekten, erscheint, dessen Familie im Raum östlich von Hildburghausen begütert war, geht der Archivar und Historiker Erwin Riedenauer davon aus, dass sich die Familie von Nordheim nicht nach Nordheim vor der Rhön oder Kaltennordheim im Grabfeld benannte. Stattdessen ist es aufgrund der späteren Besitzstreuungen wahrscheinlich, dass die Familie ihren Namen nach der Gemeinde Nordheim am Main wählte. 
Im Jahr 1219 wurde derselbe Ludwig von Nordheim als sechster von 23 Würzburger Urkundenzeugen in einem Diplom Bischofs Otto von Würzburg in einem Abschnitt einer Teilungsurkunde der Brüder von Hohenlohe erwähnt. Jener Ludwig wurde auch in den folgenden Jahren immer wieder genannt. Im Jahr 1221 tauchte er in der Verleihungsurkunde zur Vogtei der Kirche in Walldorf als Laienzeuge neben Albert von Frankenstein auf. 1227 wurde er als dritter Laienzeuge einer testamentarischen Verfügung zugunsten des Klosters Wechterswinkel genannt. Letztmals tauchte er im Jahr 1237 in zwei Urkunden auf. Die Nennung seines Namens neben dem Ministerialen Heinrich von Prosselsheim verweist auf die geografische Umgebung von Nordheim am Main.
Die Familie von Nordheim tauchte auch in der Mitte des 13. Jahrhunderts mit weiteren Mitgliedern auf. Mit Rudegerus von Nordheim ist im Jahr 1240 zweimal ein Ministerialer bezeugt, dessen lehensrechtliche Zuordnung Nordheim am Main als Stammsitz der Familie wahrscheinlich macht. Er war Dienstmann der Grafen zu Castell und tauchte in Urkunden jener Herren am 19. Dezember 1240 auch unter dem Namen Rukerus auf. Ebenso kann Heinrich von Nordheim der Familie zugeordnet werden. Er wurde im Jahr 1288 als Marschall in einer wichtigen Position für die Grafen zu Castell genannt. In der Folgezeit wird die Familie von Nordheim nicht mehr erwähnt. Dies hängt eventuell auch mit den herrschaftlichen Veränderungen zusammen, die den Stammsitz Nordheim betrafen. Dieser gelangte im Spätmittelalter an das Kloster Münsterschwarzach.  

## Mitglieder
Die Stammliste der Familie von Nordheim lässt sich nicht rekonstruieren. Lediglich einzelne Familienmitglieder sind in den Quellen genannt.
- Ludwig von Nordheim (gen. um 1203–1237)
- Rudegerus/Rukerus von Nordheim (gen. 1240)
- Heinrich von Nordheim (gen. 1288)[2]